# Szczawa, Małopolskie
Szczawa [ˈʂt͡ʂava] là một ngôi làng thuộc khu hành chính của Gmina Kamienica, thuộc hạt Limanowa, Voivodeship của Ba Lan, ở miền nam Ba Lan. Nó nằm khoảng 5 kilômét (3 mi) phía tây bắc Kamienica, 15 km (9 mi) phía tây nam Limanowa và 58 km (36 mi) về phía đông nam của thủ đô vùng Kraków.
Ngôi làng có dân số 2.100 người. Szczawa là một ngôi làng giải trí và điểm đến thể thao mùa đông nằm trong thung lũng của dãy núi Gorce bên dưới Công viên Quốc gia Gorce.

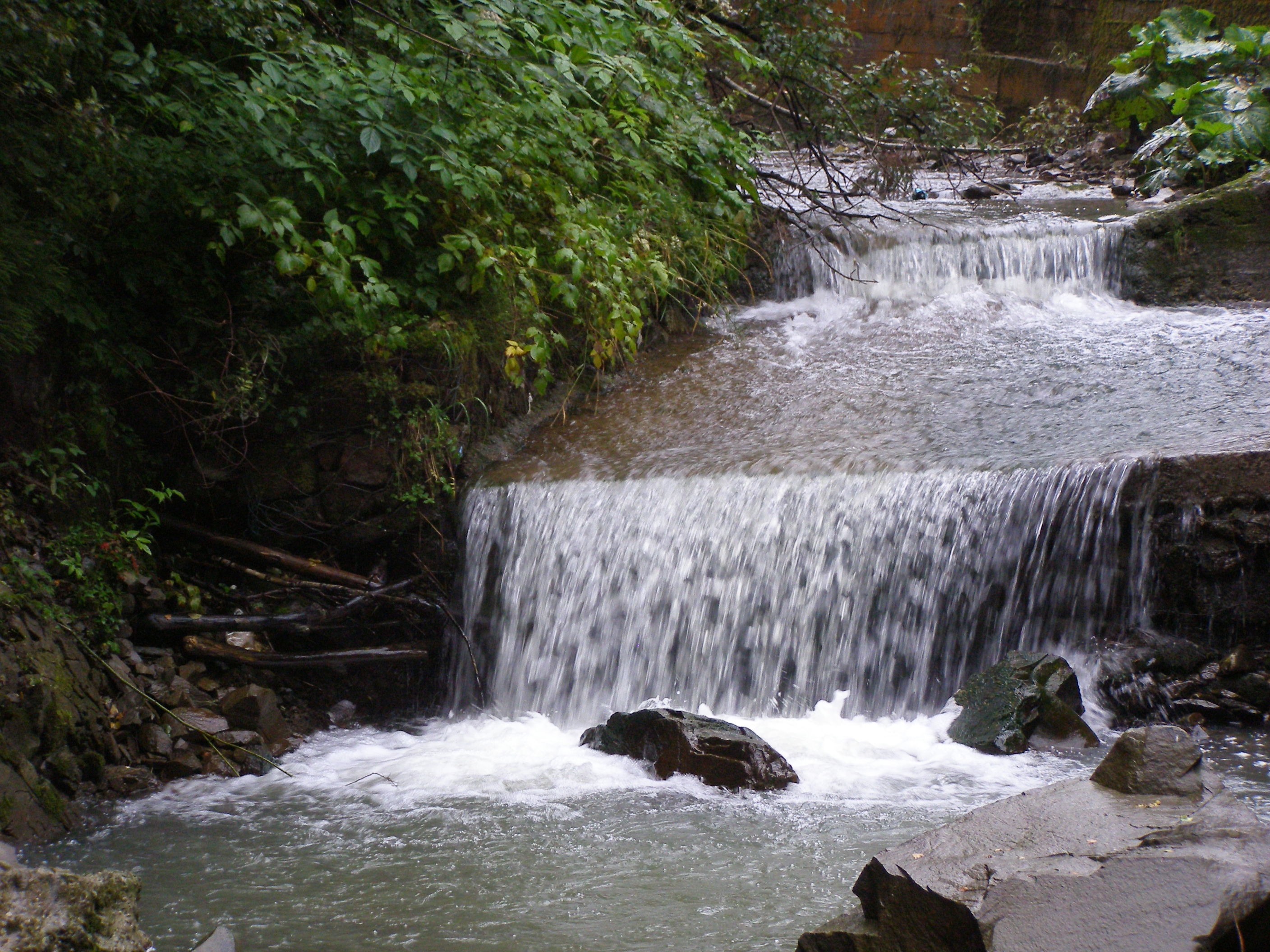
Thác nước sông Głębieniec ở Szczawa